# Nuvola
Nuvola (с итал. — «облако»; Nuvola — эволюция темы SKY) — это свободный набор значков, распространяемый по лицензии GNU LGPL 2.1. Создан Давидом Виньони (David Vignoni). Первоначально разрабатывался для открытых рабочих окружений, таких как KDE и GNOME. Существуют версии для Windows, Palm OS. Финальная версия, 1.0, содержит почти 600 значков. По умолчанию набор распространяется в формате PNG; также доступна версия в формате SVG.

## Использование
Помимо KDE и GNOME, Nuvola используется в мессенджере Pidgin и медиа-плеере Amarok.
В дистрибутиве OpenLab Linux Nuvola используется в качестве основного набора значков. Также Nuvola
используется в проектах Фонда Викимедиа.

## Примеры значков
См. также Значки Nuvola на Викискладе
|  |